# Ahmad Hindi
Ahmad Hindi (in arabo أحمد الهندي‎?; Amman, 29 novembre 1995) è un atleta paralimpico giordano specializzato nel getto del peso e nel lancio del giavellotto e classificato F34.

## Biografia
Ha iniziato a praticare l'atletica leggera nel 2015 e nel 2018 ha preso parte alla sua prima competizione internazionale di alto livello: ai Giochi para-asiatici di Giacarta, infatti, ha conquistato la medaglia d'oro nel getto del peso F34 e la settima posizione nel lancio del giavellotto F33-34.
Nel 2019 si è diplomato campione iridato del getto del peso F34 ai campionati mondiali paralimpici di Dubai, dove si è anche classificato sesto nel lancio del giavellotto F34. Nel 2021 ha partecipato ai Giochi paralimpici di Tokyo riuscendo a vincere la medaglia d'oro nel getto del peso F34 con la misura di 12,25 m, nuovo record mondiale paralimpico.

## Record nazionali
- Getto del peso F34: 12,25 m  ( Tokyo, 4 settembre 2021)

## Palmarès
| Anno | Manifestazione       | Sede     | Evento                        | Risultato | Prestazione | Note            |
| ---- | -------------------- | -------- | ----------------------------- | --------- | ----------- | --------------- |
| 2018 | Giochi para-asiatici | Giacarta | Getto del peso F34            | Oro       | 12,07 m     |                 |
| 2018 | Giochi para-asiatici | Giacarta | Lancio del giavellotto F33-34 | 7º        | 27,47 m     |                 |
| 2019 | Mondiali paralimpici | Dubai    | Getto del peso F34            | Oro       | 12,17 m     |                 |
| 2019 | Mondiali paralimpici | Dubai    | Lancio del giavellotto F34    | 6º        | 28,32 m     |                 |
| 2021 | Giochi paralimpici   | Tokyo    | Getto del peso F34            | Oro       | 12,25 m     | Record mondiale |
| 2023 | Mondiali paralimpici | Parigi   | Getto del peso F34            | Oro       | 11,69 m     |                 |
| 2024 | Mondiali paralimpici | Kōbe     | Getto del peso F34            | Oro       | 11,47 m     |                 |
| 2024 | Giochi paralimpici   | Parigi   | Getto del peso F34            | Bronzo    | 11,66 m     |                 |